# 索蒂略德拉德拉达
索蒂略德拉德拉达，是西班牙卡斯蒂利亚-莱昂阿维拉省的一个市镇。总面积43平方公里，总人口3622人（2001年），人口密度84人/平方公里。